# 安満岳
安満岳（やすまんだけ）は、長崎県平戸市の平戸島北西部にある山である。標高530m。平戸市及び平戸島の最高峰である。
自然公園法に基づく西海国立公園の第1種特別地域に指定。
2007年（平成19年）に世界遺産候補長崎の教会群とキリスト教関連遺産を構成する資産「平戸島の聖地と集落（安満岳と周辺、春日集落の棚田及び中江ノ島）」としてユネスコの暫定リストに掲載された。正式推薦を前に世界遺産に求められる完全性としての法的保護根拠に文化財保護法の重要文化的景観が用いられることになり、2010年に「平戸島の文化的景観」の一画に選定された。2018年（平成30年）6月30日に長崎と天草地方の潜伏キリシタン関連遺産として世界遺産登録が決定。

## 自然
山体は火山岩（凝灰岩類、安山岩等）からなり、山頂部が平らで周囲を急斜面が囲むメサ地形をなす。
山の大部分は照葉樹林に覆われており、イスノキ、アカガシ、スダジイ等がみられる。樹林内には長崎県北部でも有数のバラエティに富んだ多種多様な昆虫が生息している。
山中に平戸市民（島民）の生活水をまかなう箕坪川ダムの供給源である箕坪川の水源地があることから、水源の森として保護されている。

## 歴史
安満岳は古代より島南部の志々伎山と並び平戸地域における山岳信仰の中心として崇敬を受けた。
山頂近くには社伝によれば718年（養老2年）に加賀国より分霊されたとされる白山神社が鎮座するほか、明治初期に廃寺となるまで在地仏教勢力の中心的存在としてキリスト教布教を図る宣教師等と対抗する等した西禅寺があった。西禅寺跡には庭園遺構や多数の宝篋印塔が現在も残されている。
また、江戸時代に入りキリスト教が日本国内で禁教政策により納戸潜伏（隠れキリシタン）する中、安満岳の山頂にある石塔（「薩摩塔」）と自然石による石祠が「安満岳の奥の院様」と呼ばれて隠れキリシタンの信仰対象とされた。

2015年（平成27年）9月30日、ユネスコの委託を受けた国際記念物遺跡会議(ICOMOS)調査員（フィリピン人建築家ルネ・ルイス・S・マタ氏）による現地調査実施（登山）。11月に現地調査の結果を精査するICOMOS内部の報告会に同席した文化庁職員が、「（安満岳など平戸島の資産以外が）世界的にも稀有な長期の潜伏信仰という事象を反映していない」との指摘をうけ、2016年2月9日に同年1月15日付で通知された「推薦内容を禁教期重視に見直すべき」とのICOMOSから中間報告をうけ、安満岳を含み推薦を取り下げることが閣議了解。7月25日に改めて再推薦が決定し、名称も「長崎と天草地方の潜伏キリシタン関連遺産」に変更、安満岳を含み2018年6月30日に審査され、登録が決定。

## 登山
平戸桟橋より生月バスの生月島行きにて約20分の山野入口停留所にて下車。停留所脇の山野教会へ至る側道（案内板あり）から10分ほど歩くと左手に一之鳥居が現れる。ここから山頂まで1時間～1時間半程度。苔が生えた不規則な石、湿り気を帯びた土路盤や落ち葉など足場が悪いので注意が必要。
この神社参道とは別に山の南側に登り口駐車場が整備され、遊歩道的に整備されており、勾配も少なく20～30分で三之鳥居に短絡できる。駐車場には簡易トイレが設置されており、景勝地の鯛ノ鼻への分岐点にもなっているが、公共交通機関はなく自家用車（オートバイや自転車含む）・レンタカー・タクシーなどでのアクセスになる。

白山比賣神社参道
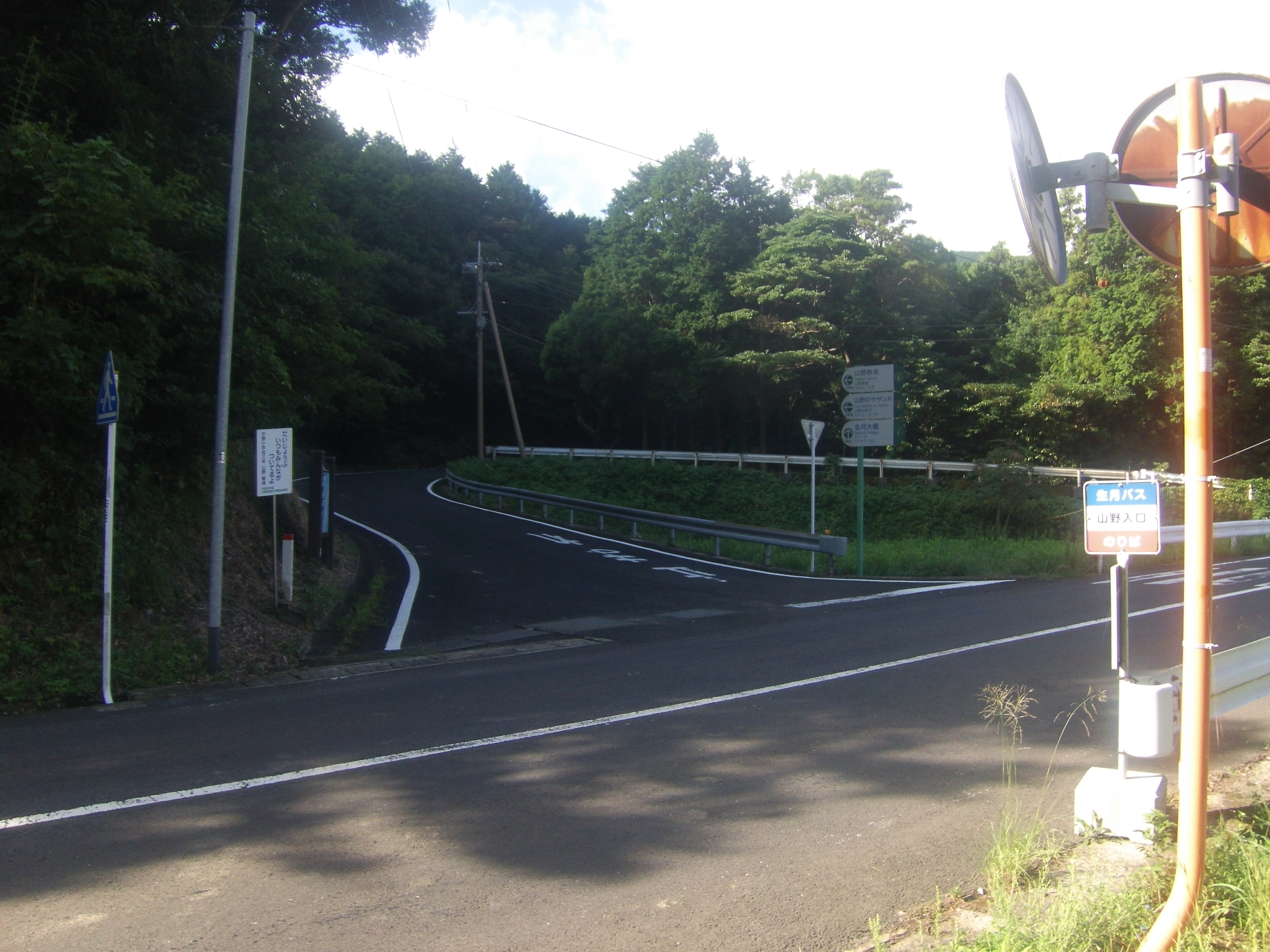
山野入口停留所前の分岐道
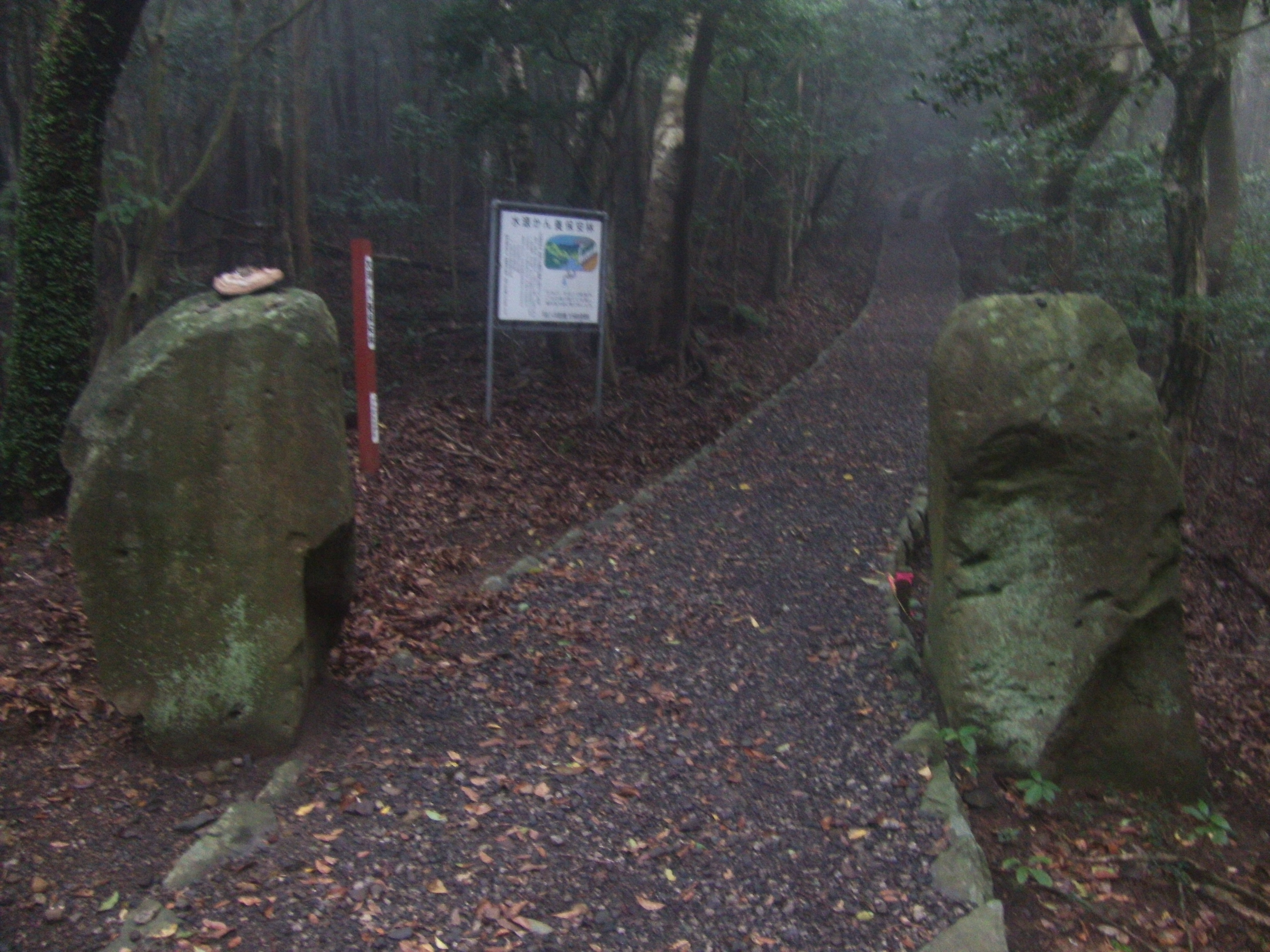
駐車場から延びる登山道（左右にある石から神の領域とされている）
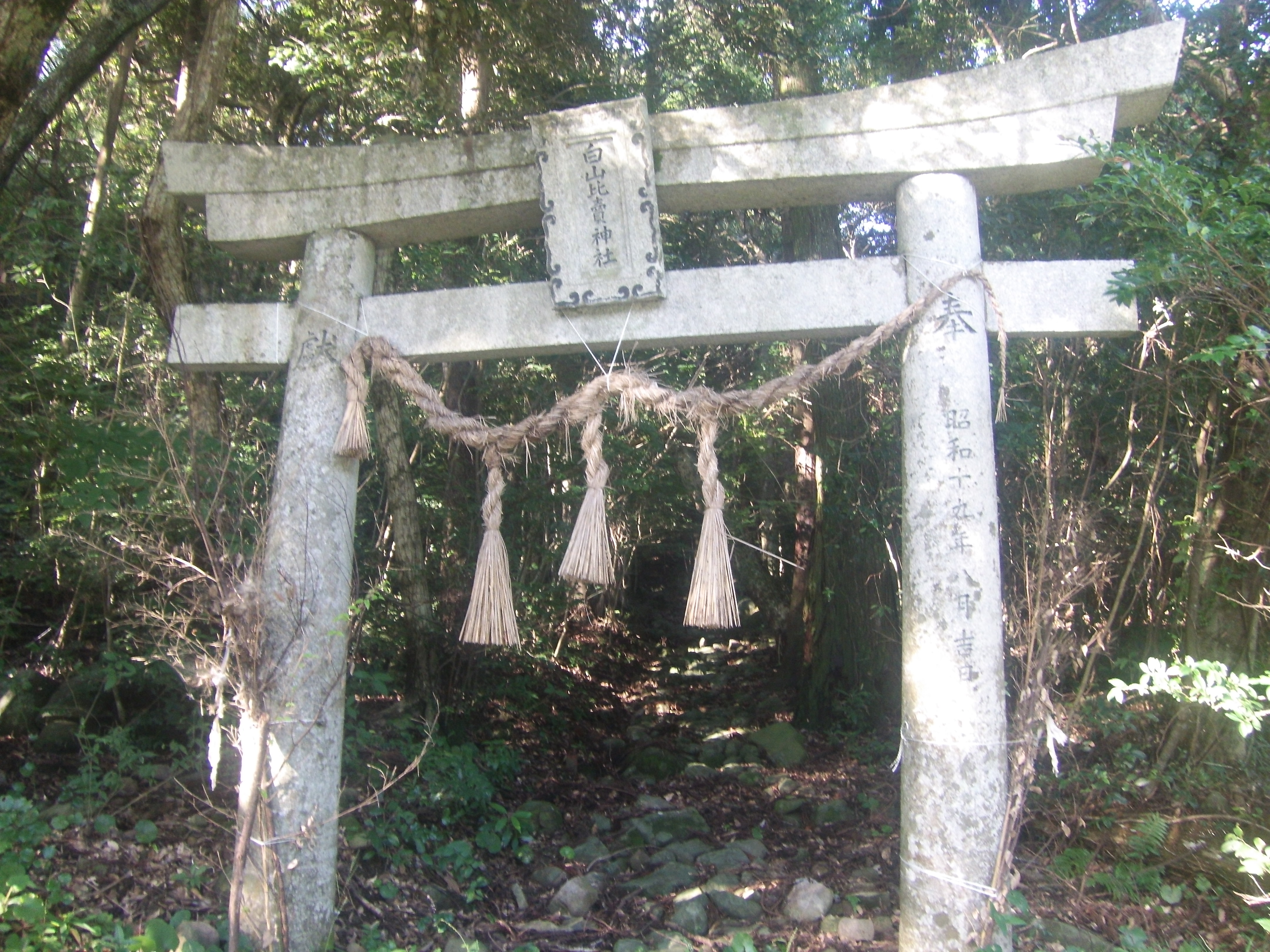
白山比賣神社一之鳥居
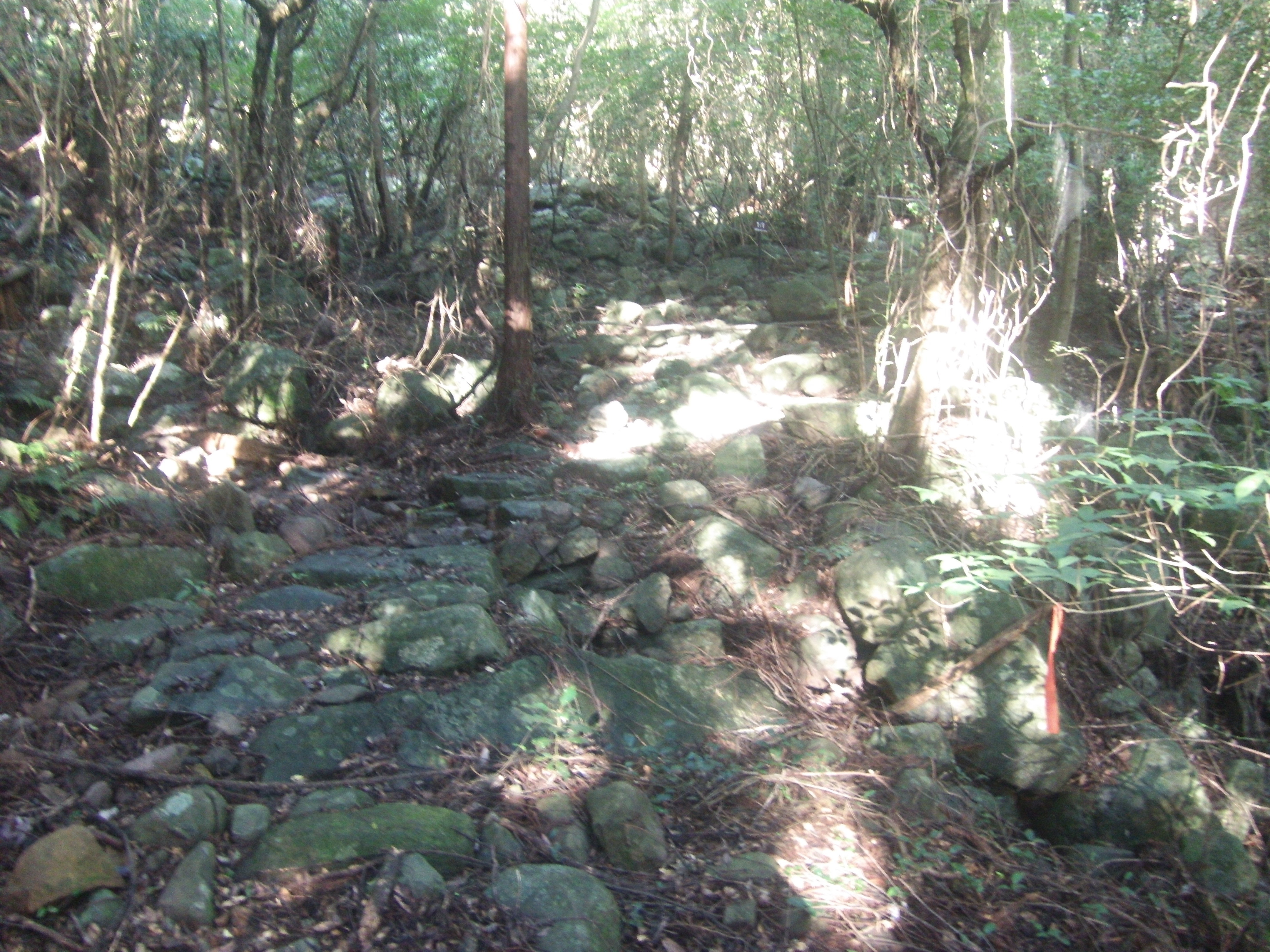
白山比賣神社参道
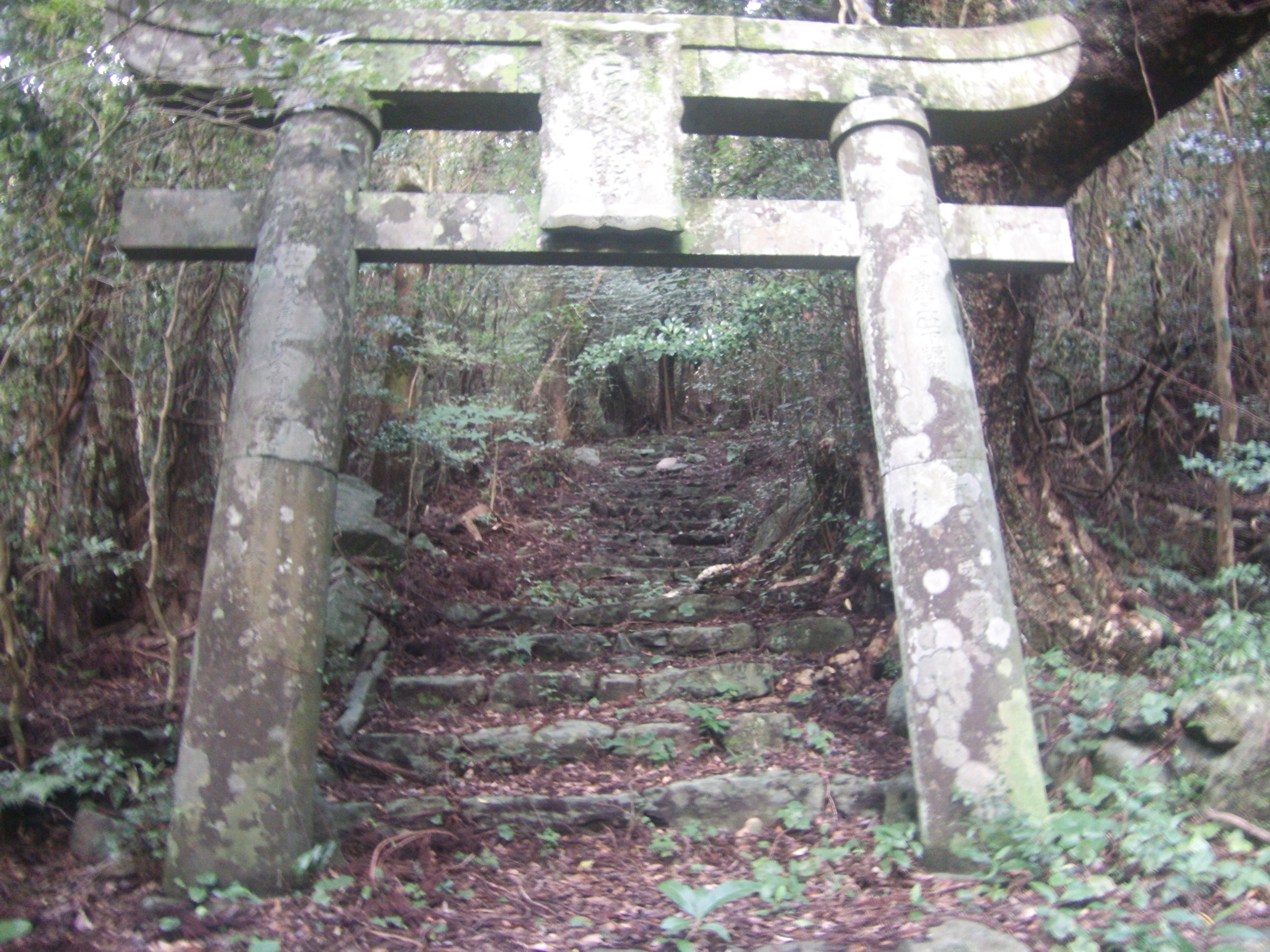
白山比賣神社二之鳥居
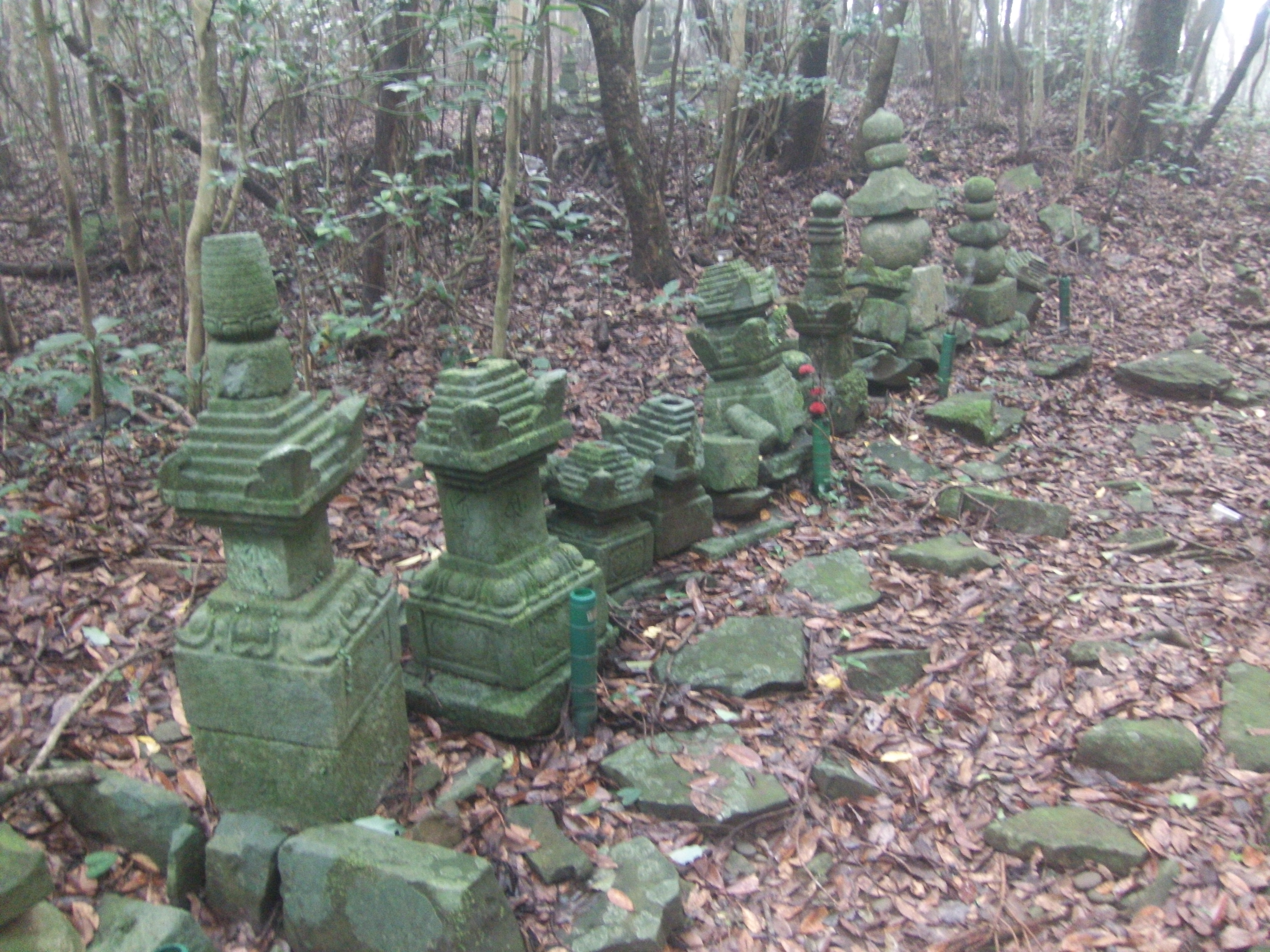
西禅寺跡の石塔群
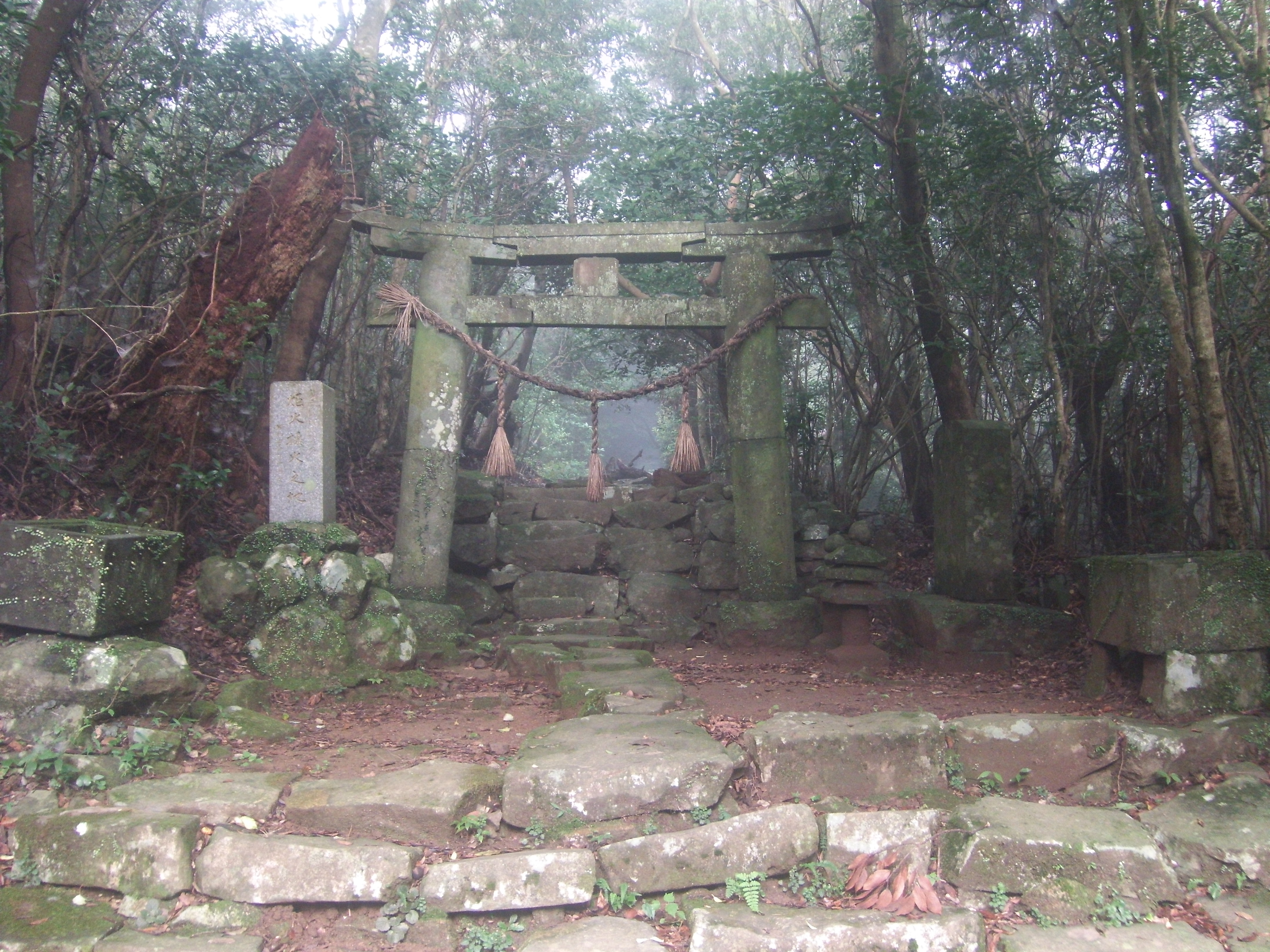
白山比賣神社三之鳥居
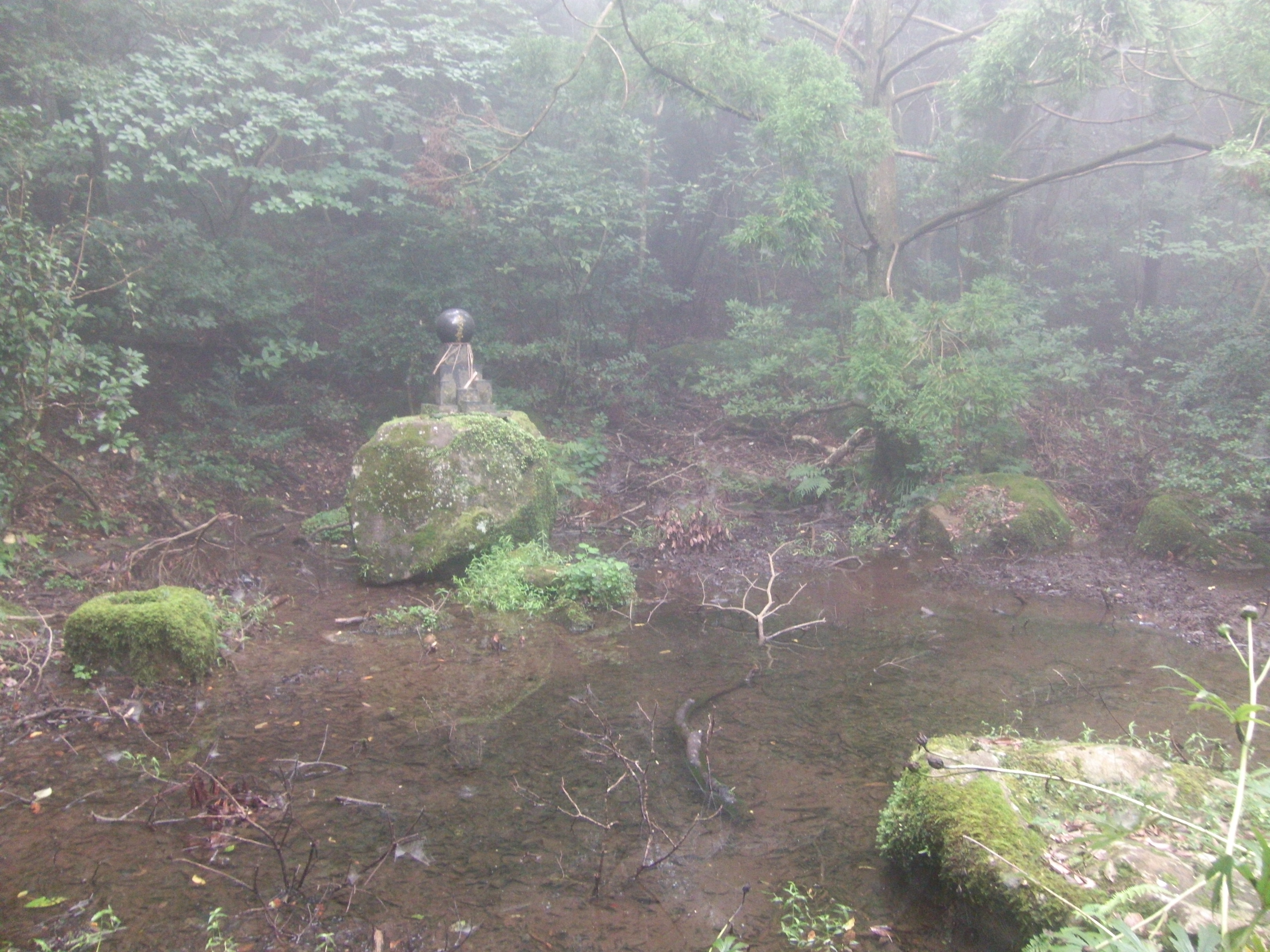
箕坪川水源池
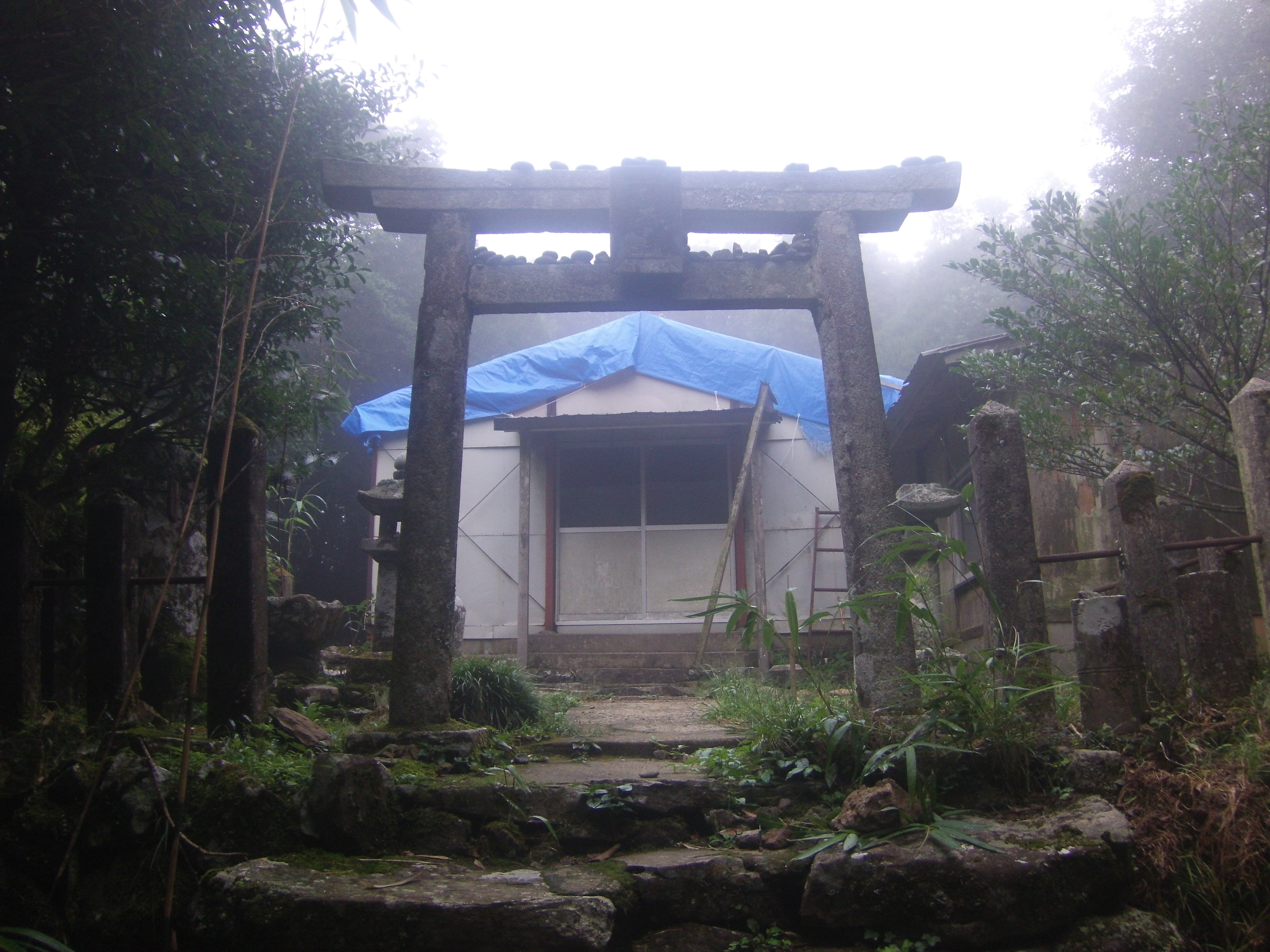
白山比賣神社四之鳥居と前殿（前殿は現在平戸市の協力を得て休憩所という名目で建てられている）
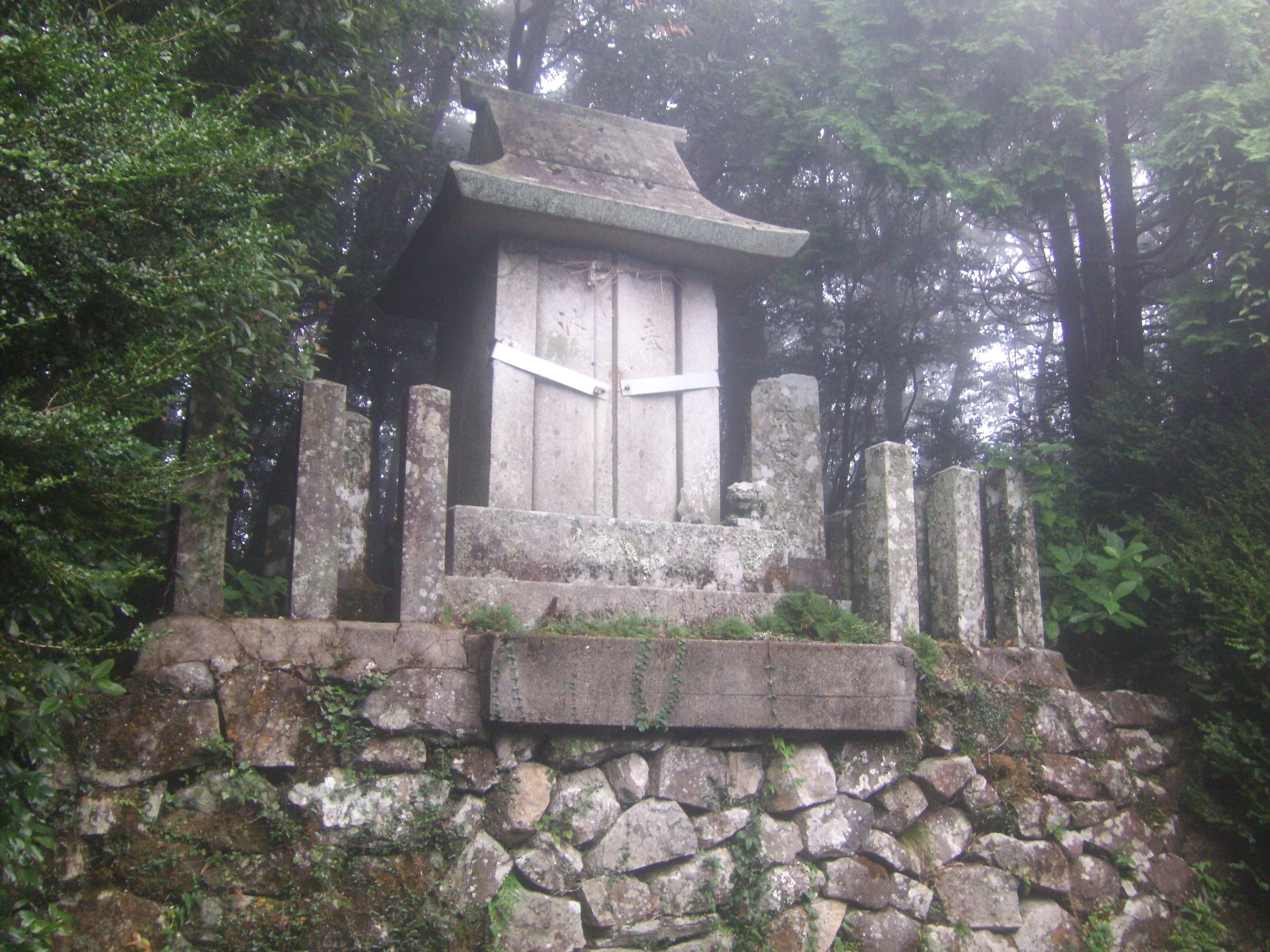
白山比賣神社本殿石祠
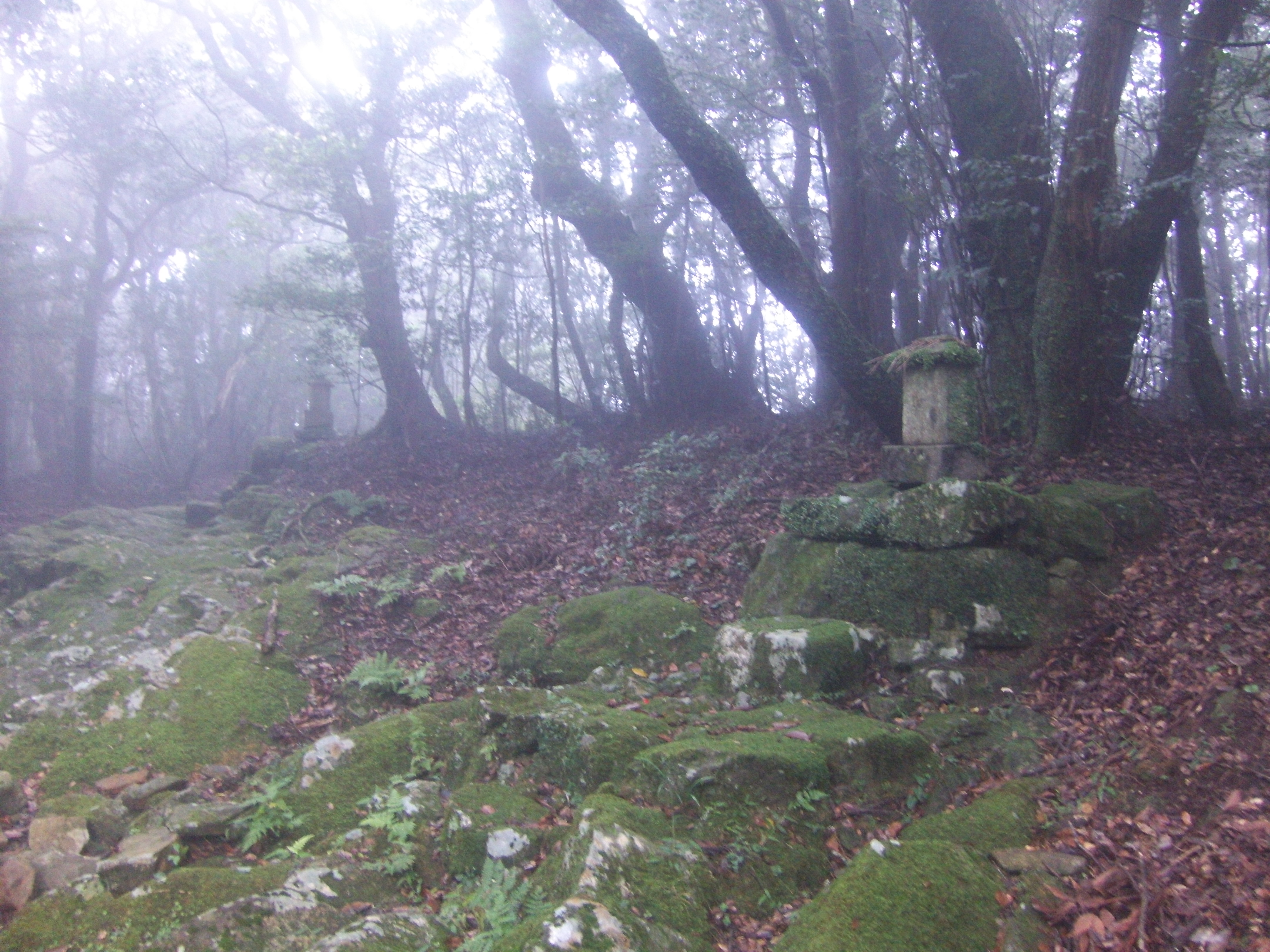
安満岳山頂の末社
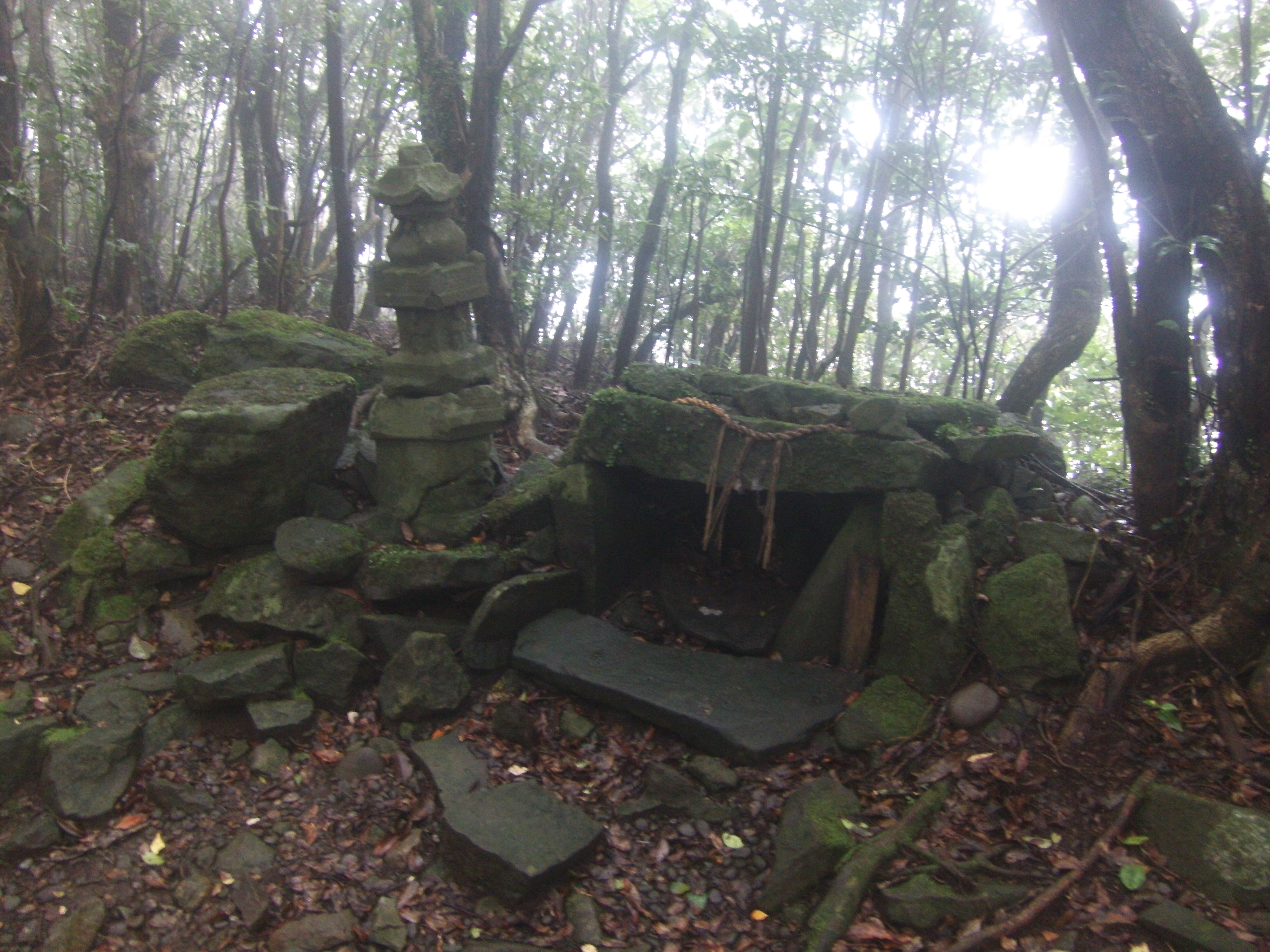
潜伏キリシタンが崇めた「奥の院様」（左,薩摩塔　右,自然石による石祠

## 参考書籍
- 「図説 佐世保・平戸・松浦・北松の歴史」（久村貞男・萩原博文監修 2010年2月 郷土出版社刊）